# 올리비에 에슈아프니
올리비에 에슈아프니(프랑스어: Olivier Echouafni, 1972년 9월 13일 ~ )는 프랑스의 전직 축구 선수이자 현직 축구 감독으로, 선수 시절 포지션은 미드필더였다.

## 선수 경력
1994년에 올랭피크 드 마르세유에 입단하면서 프로 축구 선수 생활을 시작했다. 당시 올랭피크 드 마르세유는 1992-93 리그 1 시즌에서 일어난 승부조작 스캔들에 관한 프랑스 축구 연맹의 징계에 따라 리그 2로 강등된 상태였다. 1993-94 시즌에서 올랭피크 드 마르세유의 우승을 이끌면서 리그 1 복귀에 기여했다.
1998년부터 2000년까지 RC 스트라스부르에서, 2000년부터 2003년까지 스타드 렌에서 주전 미드필더로 활약했고 2003년부터 2010년까지 OGC 니스에서 주전 미드필더로 활약했다. 2008년 11월에는 국가 프로 축구 선수 연합(UNFP)이 주관하는 이 달의 선수로 선정되었다.

## 감독 경력
2013년부터 2014년까지 리그 2 소속 축구 클럽인 아미앵 SC의 감독을 역임했으며 2014년부터 2015년까지 FC 소쇼-몽벨리아르의 감독을 역임했다. 2016년 9월 9일에는 프랑스 여자 축구 국가대표팀 감독을 역임했지만 2017년에 프랑스가 UEFA 여자 유로 2017에서 8강전에서 탈락한 책임을 지고 사임했다. 2018년에는 파리 생제르맹 페미닌의 감독으로 임명되었다.